# Kostolné Kračany
Kostolné Kračany este o comună slovacă, aflată în districtul Dunajská Streda din regiunea Trnava. Localitatea se află la altitudinea de 116 m deasupra n.m., se întinde pe o suprafață de 13,92 km2 și în 2017 număra 1.347 de locuitori.

## Istoric
Localitatea Kostolné Kračany este atestată documentar din 1215.

## Demografie
| An:                | 1994 | 2004    | 2014   | 2024    |
| ------------------ | ---- | ------- | ------ | ------- |
| Număr de persoane: | 1071 | 1222    | 1305   | 1494    |
| Diferență:         |      | +14,09% | +6,79% | +14,48% |

| An:                | 2023 | 2024   |
| ------------------ | ---- | ------ |
| Număr de persoane: | 1464 | 1494   |
| Diferență:         |      | +2,04% |